# Mandragora (film 1965)
Mandragora (wł. La mandragola) – włoski film komediowy z 1965 roku w reżyserii Alberta Lattuady.

## Obsada
- Rosanna Schiaffino – Lucrezia
- Philippe Leroy – Callimaco
- Romolo Valli – pan Nicia Calfucci
- Jean-Claude Brialy – Ligurio
- Totò – braciszek Timoteo
- Nilla Pizzi – matka
- Armando Bandini – służący Liguria
- Pia Fioretti – młoda Francuzka
- Donato Castellaneta – mężczyzna-kobieta
- Ugo Attanasio – czarodziej
- Luigi Leoni – pisarz
- Renato Montalbano – archeolog
- Mino Bellei – klient w tawernie
- Walter Pinelli – nekromanta
- Jacques Herlin – kaznodzieja

## Produkcja
Zdjęcia kręcono w Urbino i Viterbo.